# Ferrari F60 America
Pour les articles homonymes, voir Ferrari F60 et F60.
La Ferrari F60 America est un cabriolet à moteur V12 à 65° avant, dérivé de la F12 Berlinetta, produit à seulement 10 exemplaires, par le constructeur italien Ferrari, pour célébrer les 60 ans de la distribution de la marque en Amérique du Nord.
Le moteur est d'une puissance de 740 ch à 8 250 tr/min.
Son prix est d'environ 2 millions de dollars.
|                            | 6.3 741                                   |
| -------------------------- | ----------------------------------------- |
| Moteur                     | V12                                       |
| Alimentation               | Atmosphérique                             |
| Cylindrée                  | 6 262 cm3                                 |
| Puissance maxi             | 740 ch à 8500 tr/min                      |
| Couple maxi                | 690 Nm à 6 000 tr/min                     |
| Norme environnementale     | Euro 5                                    |
| Boîte de vitesses          | Automatique 7 rapports à double embrayage |
| Transmission               | Propulsion                                |
| Vitesse maxi               | 340 km/h                                  |
| 0-100 km/h                 | 3,1 s                                     |
| Consommation (en L/100 km) | 15,0 L                                    |
| Émissions de CO2 (en g/km) | Inconnue                                  |
| Capacité du réservoir      | 92 L                                      |
| Masse à vide (kg EU)       | 1 630 kg                                  |